# Platyops sterreri
Platyops sterreri és una espècie de crustaci malacostraci de l'ordre Mysida, l'única espècie del gènere Platyops.

## Hàbitat
Viu a l'aigua dolça.

## Distribució geogràfica
És un endemisme de Bermuda.